# BMV Energy

Logo der Marke Sprint

Logo der Marke GO

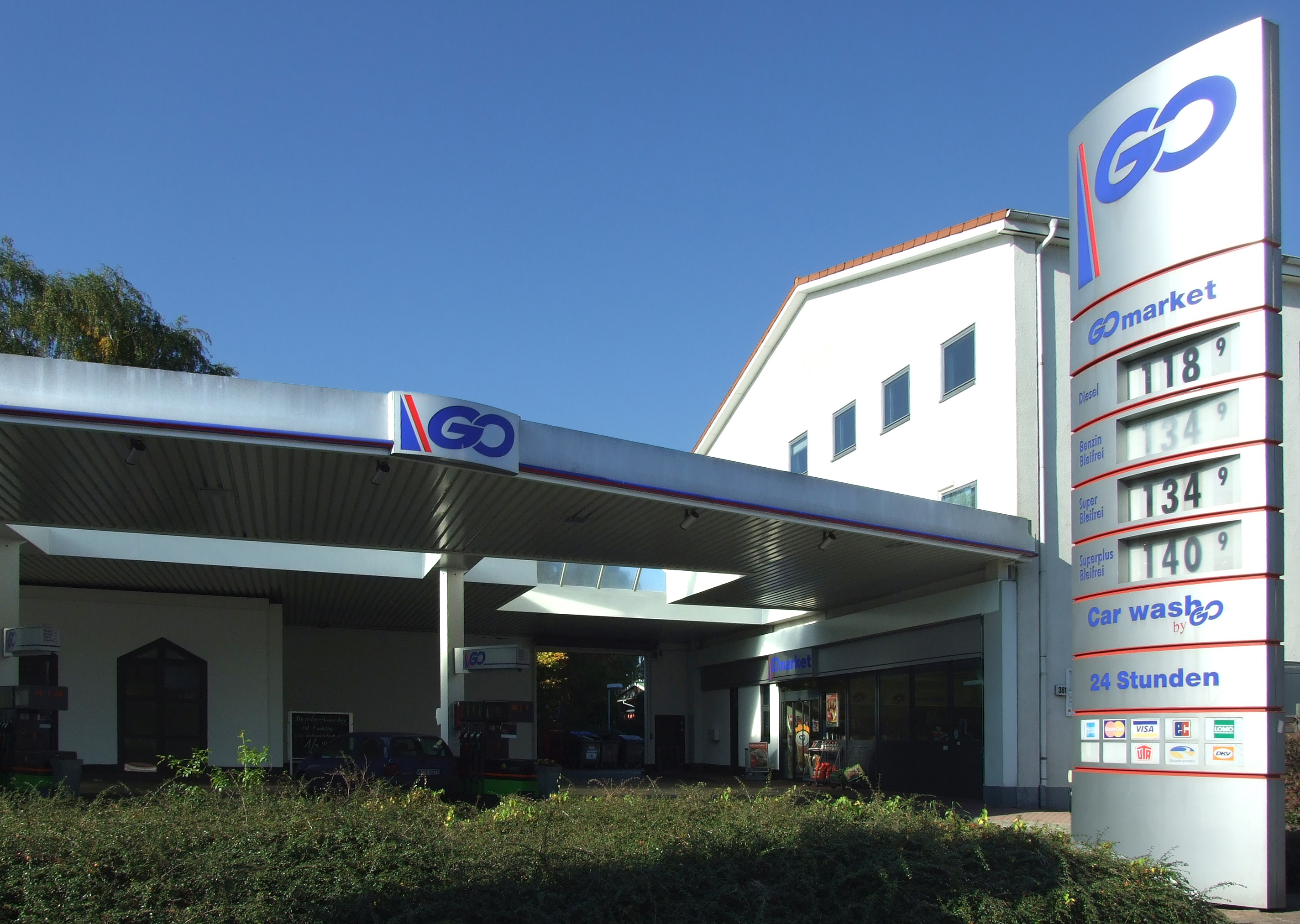
Ehemalige Tankstelle der Kette GO in Hamburg, Kieler Straße 361–365

Die BMV Energy GmbH, bis 2023 BMV Mineralöl Versorgungsgesellschaft mbH, ist ein Mineralölhändler mit Sitz in Berlin. Über das Tochterunternehmen Sprint Tank GmbH werden Tankstellen der Marken Sprint und GO (kurz für Germania Oil) betrieben.

## Firmengeschichte

### Sprint
Die Sprint-Tankstellen wurden 1973 von Cosy-Wasch gegründet und 1987 in das Tochterunternehmen Sprint Tank GmbH überführt. Die Marke "Sprint Tank" wurde erstmals am 18. November 1998 durch die Cosy-Wasch Autoservice-Betriebe GmbH angemeldet und am 4. Februar 2000 ins Markenregister des Deutschen Patent- und Markenamts eingetragen. Im Jahr 2002 erweiterte die Sprint Tank GmbH ihr Geschäft durch die Verschmelzung mit der TAWA Tankstellen- und Waschbetrieb GmbH, einem Berliner Betreiber von Tankstellen und Waschanlagen. Im gleichen Jahr übernahm BMV 73 % der Anteile der Sprint Tank GmbH und übernahm diese 2006 vollständig. Die Marke wurde am 7. Mai 2009 auf die B.M.V. Mineralöl Versorgungsgesellschaft mbH übertragen.

### GO
Die ersten GO-Tankstellen entstanden nach der Wiedervereinigung aus übernommenen Minol-Stationen, die im Zuge der Privatisierung der DDR-Wirtschaft verkauft wurden. Von diesem Grundstock ausgehend expandierte GO in weite Teile des Bundesgebiets. 1998 wurden bereits 40 GO-Tankstellen im gesamten Bundesgebiet betrieben, u. a. eine ehemalige Minol-Tankstelle in Grimma. Die Marke "GO" wurde erstmals am 20. Mai 2002 durch die GO Germania Petrol GmbH angemeldet und am 4. November 2003 ins Markenregister des Amts der Europäischen Union für geistiges Eigentum eingetragen. Die GO-Tankstellen gehörten ursprünglich zur HPV Hanseatic Petrol Vertriebs GmbH. Bis September 2009 existierte ein Outsourcingvertrag mit der GO Germania Petrol GmbH.
Im Oktober 2007 bekundete Shell, sechs GO-Tankstellen von der Hanseatic Petrol Vertriebs GmbH übernehmen zu wollen. Das Bundeskartellamt prüfte die Übernahme, da Shell als Teil eines Oligopols galt, das den deutschen Tankstellenmarkt dominierte. Schließlich genehmigte das Bundeskartellamt im März 2008 die Übernahme mit der Begründung, dass die sechs GO-Tankstellen keinen wesentlichen Einfluss auf die Wettbewerbslandschaft haben würden, da sie den Marktanteil von Shell nur geringfügig erhöhen. Im September 2008 wurde die Hanseatic Petrol Vertriebs GmbH durch die BMV-Tochter Sprint Tank GmbH übernommen. Die Marke wurde am 8. Dezember 2011 auf die BMV Mineralöl Versorgungsgesellschaft mbH übertragen.
Im Oktober 2008 wurden 60 GO-Tankstellen an die Deutsche Tamoil verkauft. Die Marke wurde bei den übernommenen Tankstellen zunächst beibehalten. Noch im Juni 2019 waren im Tankstellenfinder der Tamoil 5 GO-Tankstellen verzeichnet. Im November 2024 sind dort jedoch keine GO-Tankstellen mehr gelistet. Im September 2014 betrieb die BMV noch 37 GO-Tankstellen, hauptsächlich in den östlichen Bundesländern. Im November 2024 lag diese Zahl bei 7. Langfristiges Ziel ist es, die verbleibenden GO-Tankstellen auf Sprint umzuflaggen. Im Januar 2023 wurde die Hanseatic Petrol Vertriebs GmbH aufgelöst und in die Sprint Tank GmbH verschmolzen.

### BMV Energy GmbH
Im November 2024 sind folgende Marken im Tankstellenfinder verzeichnet:
| Marke         | Anzahl |
| ------------- | ------ |
| Sprint        | 93     |
| SB-Tankstelle | 19     |
| GO            | 7      |
| Auto Spreves  | 1      |
| Clean Car     | 1      |
| famila Tank   | 1      |